# Sybille Reinhardt
Sybille Reinhardt, född den Pirna Tyskland i 20 oktober i 1957, är en östtysk roddare.
Hon tog OS-guld i scullerfyra i samband med de olympiska roddtävlingarna 1980 i Moskva.